# Bursfelder Kongregation

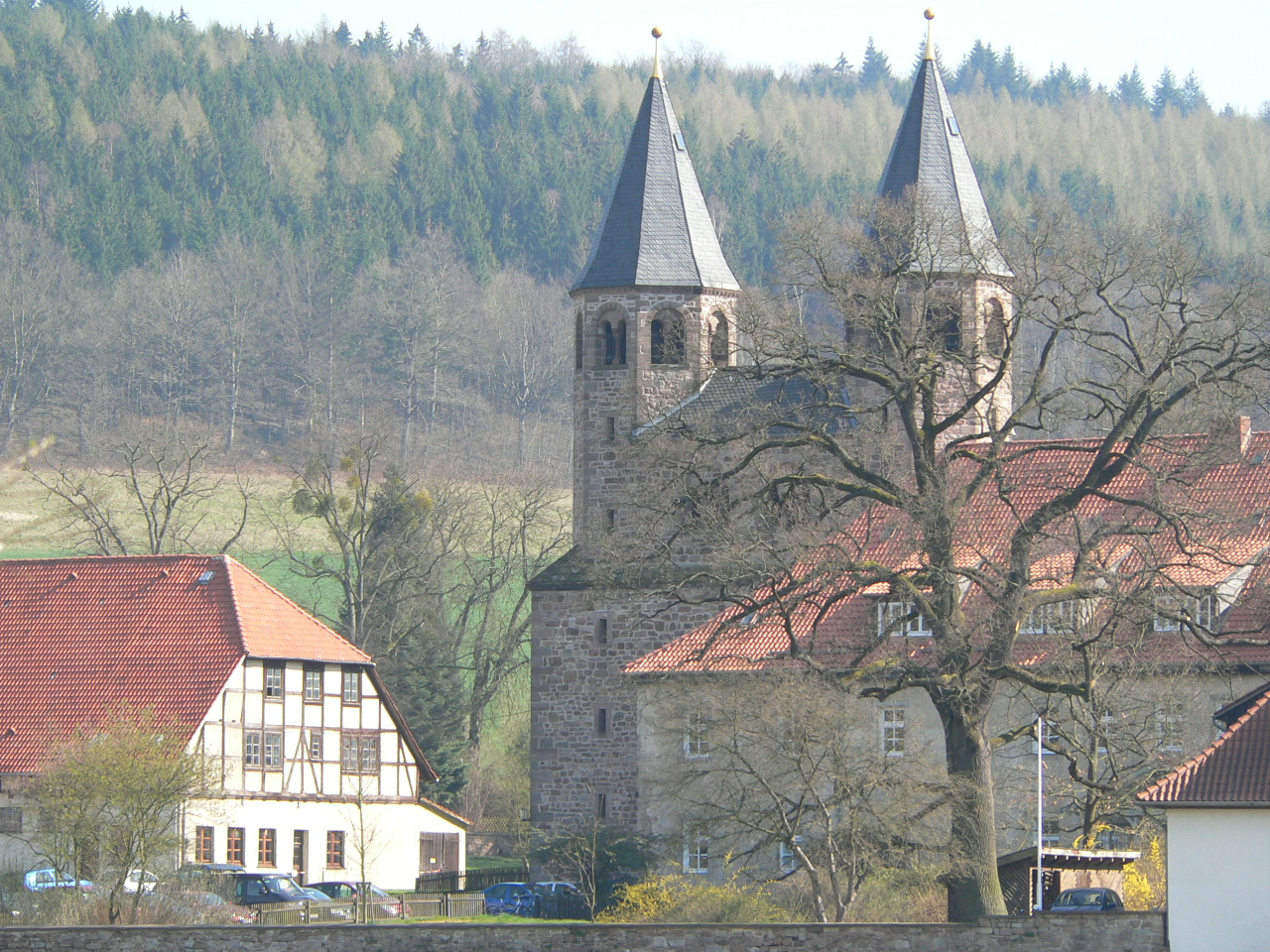
Die ehemalige Benediktinerabtei Bursfelde – Stammkloster der Bursfelder Union (2007)

Die Bursfelder Kongregation  (auch Bursfelder Union; lat. Congregatio Benedictina Bursfeldensis) war ein Zusammenschluss von vorwiegend west- und mitteldeutschen, aber auch niederländischen, belgischen, dänischen und luxemburgischen Benediktinerklöstern, der von der Reformbewegung in den Klöstern Clus und Bursfelde ausging.

## Vorgeschichte
Wie viele Benediktinerklöster erlebte auch das Kloster Bursfelde zu Beginn des 15. Jahrhunderts eine Zeit des moralischen und materiellen Niedergangs. Die Mönche führten ein zunehmend weltliches Leben, sie teilten den Klosterbesitz unter sich auf und hielten sich Mätressen. Die Klosterkirche diente sogar zeitweise als Warenlager für durchziehende Händler. Unter diesen Bedingungen fand der Wunsch vieler Kleriker nach einer Rückbesinnung auf die Benediktsregel und die alten Ideale des monastischen Lebens immer größeren Anklang. 1430 wurde Johannes Dederoth, dank Herzog Otto II. von Braunschweig, zum Abt des Klosters Clus berufen, wo er damit begann, seine Reformideen umzusetzen. 1433 wurde er zudem Abt des Klosters Bursfelde. Im folgenden Jahr reiste er nach Trier und traf dort mit Johannes Rode, dem Abt von St. Matthias zusammen, der in seiner Abtei bereits die Lebensweise der Mönche reformiert hatte. Dieser gab ihm nicht nur vier Geistliche aus St. Matthias mit, sondern auch die neuen Statuten der Trierer Abtei. Dederoth reformierte das Leben in seinen beiden Klöstern nach Rodes Vorbild. Ein wichtiger Eckpfeiler seiner Reform war das Verbot jeglichen Privateigentums sowie die Konzentration auf den feierlichen Gottesdienst und das gemeinsame Zusammenleben. Auf diese Weise gelang es ihm, Kloster Bursfelde zu reanimieren und zu einem neuen moralischen und wirtschaftlichen  Aufschwung zu führen. Kurz nach Dederoths Reform übernahm auch das Kloster Reinhausen die neuen in Bursfelde praktizierten Consuetudines. Dederoth starb 1439 an der Pest. Sein Nachfolger als Abt von Bursfelde wurde Johannes von Hagen († 1469), unter dessen Leitung es zur Gründung der Bursfelder Kongregation kam.

## Ziele und Umsetzung
Die im Zusammenhang mit der Devotio moderna entstandene Bursfelder Kongregation wollte die Ordensregel des heiligen Benedikt in ihrer ursprünglichen Strenge und Reinheit zur Beachtung bringen. Oberstes Ziel war die Vereinheitlichung der klösterlichen Observanzen in den Mitgliedsklöstern. Der Abt jedes Klosters, das sich zur Kongregation bekannte, verpflichtete sich dazu, die Bursfelder Auslegung der Benediktsregel für den Klosteralltag (Consuetudo) in seinem Kloster umzusetzen und also die Liturgie und Lebensgewohnheiten Bursfeldes zu übernehmen. Das führte dazu, dass der Abt viele seiner Rechte an die Kongregation abgab und nicht mehr vollkommen eigenmächtig im Kloster walten konnte – so auch etwa bei finanziellen Belangen, wo das Kapitel der Kongregation ein Einspruchsrecht bei Verkäufen hatte. Im Gegenzug konnte jedes Mitgliedskloster, das in finanzielle oder rechtliche Schwierigkeiten gelangt war, mit der Unterstützung des Generalkapitels rechnen. Ein weiterer Vorteil der Mitgliedschaft war, dass dadurch die Abhängigkeit vom Bischof oder Landesherren, unter der die Benediktinerklöster jahrhundertelang standen, stark reduziert werden konnte. Die jährlich in jedem der Kongregation angehörenden Kloster stattfindenden Visitationen durch Äbte anderer Klöster sollten garantieren, dass der Geist der Reform nicht verfehlt wurde. Den ebenfalls jährlich abgehaltenen Generalkapiteln der Union, an denen alle Äbte der Reformklöster teilnehmen mussten, wurden die Berichte der Visitatoren vorgelegt. Den Beschlüssen der Generalkapitel hatten die Mitgliedsklöster strikt zu folgen. Daneben bemühten sich die Vertreter der Kongregation auch um die Bereitstellung von Texten, die die Ziele der Union propagierten. Darunter waren Handreichungen wie die von Johannes Trithemius verfasste Schrift De triplici regione claustralium.  

Die Abtei St. Michael (Hildesheim), Mitglied seit 1453, auf einer 2-Euro-Gedenkmünze

## Entwicklung der Kongregation
Nachdem sich Reinhausen bereits früh der Reformbewegung angeschlossen hatte, kam 1444 Kloster Huysburg hinzu. Am 11. März 1446 erfolgte die offizielle Anerkennung des Zusammenschlusses durch das Konzil von Basel. Im selben Jahr folgte die erste Tagung des Generalkapitels in Bursfelde. Als Präsident der Union galt auf Lebenszeit der jeweilige Abt des Klosters Bursfelde. In den folgenden Jahrzehnten traten immer mehr Klöster der Kongregation bei, 1455 waren es 12, 1460 schon 23. Darunter befanden sich auch zunehmend bedeutende Abteien wie Groß St. Martin in Köln (1455), St. Marien (1455) bei Trier,  St. Matthias Trier und Hirsau (1458), Kloster Herzebrock (1465), Maria Laach (1474) oder Corvey (1505). Im Jahre 1508 schloss sich Kloster Grafschaft als letzte der zehn Benediktinerabteien Westfalens der Kongregation an. 1459 bestätigte Papst Pius II. der Kongregation die Anerkennung des Konzils von Basel und gewährte ihr weitere Privilegien. Zwei Jahre später beauftragte der Papst die Kongregation sogar formell mit der Reformierung aller deutschen Benediktinerklöster. Bald traten auch Nonnenklöster und Abteien jenseits des deutschen Sprachraums der Union bei. Im Jahr 1500 zählte die Bursfelder Kongregation 79 Mitgliedsklöster und die Zahl stieg in den kommenden drei Jahrzehnten auf 95 an. Die Reformation schließlich markierte einen entscheidenden Wendepunkt für die Union. Das Generalkapitel bekämpfte zunächst alle reformatorischen Tendenzen, konnte aber nicht verhindern, dass sich immer mehr Klöster, teils unter Zwang, der Reformation anschlossen. Innerhalb von nur zehn Jahren, zwischen 1520 und 1530, verlor die Union so 34 Klöster. Es folgten weitere Verluste, darunter auch eines der Gründungsklöster – Huysburg – und schließlich das Hauptkloster der Reformbewegung, Kloster Bursfelde selbst, nachdem Abt Johannes Rappe sich notgedrungen zum Protestantismus bekannt hatte. Damit konnte nun nicht mehr der Abt von Bursfelde Präsident der Kongregation sein. In den 1530er und 1540er Jahren blieben die meisten Äbte den Kapitelversammlungen fern, darunter auch Johannes Rappe, der erst mit der Rekatholisierung Bursfeldes 1554 wieder am Generalkapitel teilnahm. Mitte des 16. Jahrhunderts waren nur noch etwa 30 Abteien in der Kongregation, die jetzt permanent an Geld- und Personalmangel litt, aktiv. Die Bursfelder Union steckte in einer tiefen Krise, was sich auch darin offenbarte, dass von 1583 bis 1595 keine Treffen des Generalkapitels stattfanden. Erst das 17. Jahrhundert brachte den verbliebenen Abteien der Union wieder einen Aufschwung, den sie der Privilegierung Kaiser Ferdinands II. und dem Restitutionsedikt verdankten. Die ordensfeindliche Kritik im Zeitalter der Aufklärung und die durch die Französische Revolution ausgelösten Kriege führten dann rasch zum Ende der Kongregation. Zu dem 1785 in der westfälischen Abtei Liesborn eingeladenen Kapitel erschienen nur noch fünf oder sechs Äbte. Der letzte Präsident der Kongregation, Abt Bernhard Bierbaum von Kloster Werden und Helmstedt, starb 1798 auf der Flucht vor den französischen Truppen in der Abtei Helmstedt. Mit Inkrafttreten des Reichsdeputationshauptschlusses 1803 gingen der Union auch die letzten Klöster verloren und die Bursfelder Kongregation stellte ihre Existenz endgültig ein.

## Bekannte Mitglieder
- Abt Johannes von Hagen († 1469), Kloster Bursfelde
- Abt Heinrich von Kleve († 1490), Kloster Liesborn
- Abt Johann Fart von Deidesheim († 1491), Abtei Laach
- Abt Adam Meyer († 1499), Groß St. Martin in Köln
- Abt Johannes Trithemius (1462–1516), Kloster Sponheim, Humanist
- Abt Leonard Colchon (1593–1653), Kloster Seligenstadt, Präsident der Bursfelder Kongregation ab 1642
- Pater Adam Adami (1610–1663), Teilnehmer an den Verhandlungen zum Westfälischen Frieden in Münster, später Weihbischof in Hildesheim
- Abt Emericus Quincken (1639–1707), Kloster Grafschaft
- Pater Oliver Legipont (1698–1758), Historiker